# Vulgair Latijn
Het vulgair Latijn (ook Volkslatijn genoemd) is die vorm van het Latijn waaruit de Romaanse talen zijn ontstaan. Dit was de Latijnse omgangstaal zoals deze gesproken werd op het moment dat de Romeinen de gebieden om hen heen veroverden. Dit vulgair Latijn staat tegenover het klassiek Latijn, het 'officiële' Latijn zoals dat in het literaire proza gebruikt werd. Er zijn twee benaderingen mogelijk om tot kennis van het vulgair Latijn (VL) te komen: (terug) reconstrueren vanuit de Romaanse talen, of reconstrueren op basis van de overgeleverde resten van de omgangstaal.

## Methoden van reconstructie

### Vanuit de Romaanse talen
In de zin van "bron waaruit de Romaanse talen zijn ontstaan" wordt het VL ook wel aangeduid als "Proto-Romaans". Algemeen uitgangspunt is dat als een bepaald woord in meerdere Romaanse talen voorkomt, het waarschijnlijk is dat dit zijn oorsprong vindt in het VL. Middels de bekende klankwetten (zie beneden) kan dan gereconstrueerd worden hoe de term in het VL eruitgezien heeft. Hierbij moet wel duidelijk zijn dat het niet een latere ontlening betreft van de ene Romaanse taal aan de andere. Dit valt meestal wel op te maken uit de vorm van het betreffende woord. Men kan middels deze methode geen aanspraak maken op volledigheid (zelfs als we ons beperken tot de woordenschat). We kennen immers niet de volledige geschiedenis van de Romaanse talen (denk aan allerlei dialecten die ofwel niet gedocumenteerd zijn, of inmiddels uitgestorven).
Een van de vragen die zich bij deze reconstructie voordoen is of het Latijn dat op diverse plaatsen werd ingevoerd, overal hetzelfde was. Roemenië (Dacia) is later veroverd dan Spanje: is er in de periode tussen die twee veroveringen veel veranderd in het Latijn, en zijn sommige verschillen tussen Spaans en Roemeens hierop terug te voeren?
Verder dient men bij geconstateerde verschillen tussen Romaanse talen (en dialecten) ook altijd rekening te houden met het substraat: de taal die in een gebied gesproken werd op het moment dat de Romeinen het veroverden. Deze heeft vaak sporen nagelaten in de wijze waarop men het Latijn ging hanteren. Daarnaast is er het adstraat: het is evident dat het Roemeens in de loop van zijn bestaan veel invloed heeft ondergaan van de Slavische talen. En tot slot het superstraat: nadat het Latijn zich gevestigd had in Gallië, zijn daar Franken en Noormannen binnengevallen; deze hebben weliswaar het Latijn niet verdreven, maar hun aanwezigheid heeft wel zijn sporen nagelaten in het Frans.
Dan zijn er nog de sociale en politieke ontwikkelingen die invloed hebben gehad op de taal: aanvankelijk waren er in Gallië verschillende dialecten die naast elkaar leefden. Maar door de toenemende politieke invloed van de regio Île-de-France werd de hier gebruikte taal steeds meer de norm in heel Frankrijk, een ontwikkeling die door de latere politiek is versterkt, en nog weer later door nationale media als kranten, radio en televisie. Dus als men zegt dat het Latijnse caprum in het Frans chèvre is geworden, dan is dat een simplificatie van het proces zoals zich dat werkelijk heeft afgespeeld.

### Vanuit de overgeleverde tekst(fragment)en
Gezien vanuit deze benadering valt onder het vulgair Latijn alles wat er aan Latijnse taaluitingen is overgeleverd (in welke vorm dan ook) dat afwijkt van het "klassieke Latijn" voor wat betreft woordgebruik, spelling of grammatica. Hierbij kan men denken aan inscripties, waarbij wel vaak het probleem van de datering speelt, die niet altijd zeker te bepalen valt. Ook is het de vraag in hoeverre een afwijkende spelling die op een inscriptie wordt aangetroffen, werkelijk een afwijkende uitspraak representeert in het betreffende gebied; er kan altijd sprake zijn van een individueel geval van misspelling. Verder worden bij deze methode fragmenten gebruikt van klassieke teksten die bedoeld waren als bewuste imitatie van het dagelijks taalgebruik (bijv. gedeeltes uit Plautus of Petronius' Cena Trimalchionis), alsook teksten uit de late oudheid geschreven door mensen die wel geletterd waren, maar niet meer zeer vertrouwd met het "officiële" literaire Latijn.
Bij deze benadering beschouwt men het vulgair Latijn dus niet als een late versie van het Latijn, maar als een onderdeel van het Latijn dat bestaan heeft zo lang als het Latijn bestaat.

## Grammaticale verschillen met het klassiek Latijn
Al vroeg zijn er enkele tendensen te zien, die in de moderne Romaanse talen volledig de overhand hebben gekregen, zoals:
- vermindering van het aantal naamvallen, aanvankelijk tot twee (een voor nominatief, accusatief en ablatief, de andere voor genitief en datief), waarbij uiteindelijk (met uitzondering van het Roemeens, dat twee naamvallen heeft behouden) de tweede van deze naamvallen vervangen zou worden door een constructie met de voorzetsels ad en de gevolgd door de eerste naamval.
 In latere teksten komen we steeds vaker de constructie dono malum ad fratrem meum tegen in plaats van de klassieke constructie dono malum fratri meo ‘ik geef een appel aan mijn broer’. Op deze manier werd de datief vermeden door het gebruik van het voorzetsel ad met de accusatief. Op soortgelijke manier ontstond er een tendens om de genitief te vervangen door het voorzetsel de met de ablatief. Flos de campo (de bloem die van het veld komt) gaat dan Flos campi (de bloem van het veld) vervangen.
- de verdwijning van het onzijdig geslacht, dat gaat samenvallen met het mannelijk geslacht of via het meervoud op -a met het vrouwelijk geslacht: folium wordt via het meervoud folia (verg. Italiaans foglia, Portugees folha).
- vervanging van diverse werkwoordsvormen door hulpwerkwoorden met een deelwoord.
De lijdende vormen (passief) verdwijnen spoedig:
  - occidebatur ‘hij werd gedood’ maakt plaats voor occisus erat.

Ook in de bedrijvende vorm vindt vervanging door deelwoordconstructies plaats, maar minder volledig:
  - Naast amavi ‘ik heb bemind’ komt ook amatum habeo op, maar de perfectumvorm blijft in een deel van de gevallen bestaan als "passato remoto" of "passé simple".
- het futurum wordt vervangen door een nieuwe vorm, bestaande uit infinitief + vormen van het hulpwerkwoord habere. Laudabo ‘ik zal loven’ wordt vervangen door laudare habeo (verg. Frans louerai).[8]

## Veranderingen in woordenschat
Een hele reeks klassieke woorden verdwijnt en wordt vervangen door andere woorden, die ofwel afkomstig zijn uit de substraattalen, ofwel Latijnse woorden zijn die een andere betekenis krijgen.
Voorbeelden:
- bellus ‘leuk’ of formosus ‘goedgevormd’ in plaats van pulcher ‘mooi, schoon’
- bucca (oorspr. ‘wang’) i.p.v. os ‘mond’
- caballus (ontleend aan Gallisch) i.p.v. equus ‘paard’
- carruca (ontleend aan Gallisch) i.p.v. aratrum ‘ploeg’
- casa (oorspr. ‘hut’) i.p.v. domus ‘huis’
- cassanus ~ cassicus (ontleend aan Gallisch) i.p.v. quercus ‘eik’
  - vgl. Frans chêne, Occitaans casse, Asturisch caxigu
- cīvitās (oorspr. ‘gemeenschap van burgers’) i.p.v. urbs ‘stad’
- fabulare of parabolare i.p.v. loqui ‘spreken’
- grandis i.p.v. magnus ‘groot’
- testa (oorspr. ‘pot’) i.p.v. caput ‘hoofd’

| klassiek Latijn          | Oudgrieks     | Laatlatijn | Spaans              | Italiaans              | Frans                    |
| ------------------------ | ------------- | ---------- | ------------------- | ---------------------- | ------------------------ |
| amita ‘vaderszuster’     | theĩa ‘tante’ | thia       | tía                 | zia                    | Ofr. †taie               |
| avunculus ‘moedersbroer’ | theĩos ‘oom’  | thius      | tío                 | zio                    | (oncle)                  |
| fūnis ‘touw, snaar’      | khordē        | chorda     | cuerda              | corda                  | corde                    |
| gladius ‘zwaard’         | spáthē        | spatha     | espada              | spada                  | épée                     |
| ictus ‘slag’             | kólaphos      | colaphus   | golpe               | cólpo                  | coup                     |
| iecur ‘lever’            | sykōtón       | ficatum    | hígado              | fégato                 | foie                     |
| lapis ‘steen’            | pétra         | petra      | piedra              | pietra                 | pierre                   |
| locusta ‘zeekreeft’      | kámmaros      | cammarus   | cám(b)aro ‘garnaal’ | gambero ‘roze garnaal’ | Ofr. †jamble ‘zeekreeft’ |
| pūmilus ‘dwerg’          | nãnos         | nānus      | enano               | nano                   | nain                     |
| vultus ‘gezicht’         | kára          | cara       | cara                | (vólto)                | †chère                   |

1. ↑  Oudfrans taie (naast taye, teie), taiain (obliquus), met betekenisverandering naar ‘oudtante, grootmoeder’; daarvan is de mannelijk taion een afleiding.
2. ↑  Leenvertaling, d.w.z. ficatum, afgeleid van fīcus ‘vijg’ naar het voorbeeld van Oudgrieks (hepar) sykōtón ‘lever van een met vijgen gevoed dier’, dat van sỹkon ‘vijg’ is afgeleid.
3. ↑  Verouderd; nu nog in staande uitdrukkingen zoals faire bonne chère of het spreekwoord Il n'est chère que de vilain.

## Klankverschuivingen
Een betrekkelijk vroege klankverschuiving (waarschijnlijk 4e eeuw), die van invloed zou zijn op bijna alle Romaanse talen is de palatalisatie van de oorspronkelijk als [k] uitgesproken <c> vóór e en i. Dit verschijnsel vond ook plaats in de Noordzeegermaanse talen als bijvoorbeeld het Oudengels.
Centum (uitgesproken /kentoem/) werd /kjentoe/ en vervolgens /tsjento/. De tsj klank kon vervolgens evolueren tot verschillende andere sisklanken, zoals s in het Frans.
Alleen het Sardisch is van deze klankverschuiving vrij gebleven. In de Sardische dialecten wordt de Latijnse <c> nog in alle gevallen als [k] uitgesproken.
Enkele eeuwen later zouden in Gallië de meeste dialecten van de langue d'Oïl (met uitz. van Picardisch en Waals), evenals de zuidelijke langue d'Oc dialecten, nog een stap verder gaan: daar werd ook de <c> voor een a gepalataliseerd en uiteindelijk getransformeerd in sj.
Voorbeelden: 
- castellum wordt château
- caballus wordt cheval
- canis wordt chien

Een typisch kenmerk van de Gallo-Romaanse dialecten en de Noord-Italiaanse dialecten is dat de Latijnse u (= /oe/) veranderde in een /ü/. Dit geschiedde vrijwel zeker onder invloed van een Gallisch substraat.
De voor het Castiliaans (het dialect dat ten grondslag ligt aan de Spaanse standaardtaal) en het Gascons kenmerkende vervanging van een Latijnse f aan het begin van een woord door een h (zoals in hoja uit folium en hermoso uit formosus en hermano naast Fernando) is waarschijnlijk het effect van een Baskisch of Iberisch substraat.